# 袁伟民与体坛风云
《袁伟民与体坛风云》是中国前国家体育总局局长袁伟民的回忆录，袁伟民在书中披露多宗中国体育界内幕，包括马家军使用兴奋剂、国际奥委会主席罗格与中国政府的申奥秘密交易、中国女排故意输球等事件。该书作者“远山”，实为一四人团队，袁伟民指有「把体育事业当成远处的山脉眺望」之意。

## 反响
《袁伟民与体坛风云》引发了中外各界的关注和议论：中国体坛元老何振梁任会长的北京奥林匹克文化促进会指该书“涉嫌损害国家荣誉及泄露机密”，要求停止发行；德国《法兰克福汇报》和英国《星期日泰晤士报》也对罗格与中国的秘密交易表示关注。

## 回应
袁伟民对争议表示早已考虑过后果，他曾在南方周末专访回应，

我想，我无非是把一些历史的真相告诉大家，我也不想炒作，也不针对任何个人……

我想，坐过我这个位置之后出来说话，人家起码相信。我选择这个时机说，八年了，这些不是秘密材料，也没有什么秘密可保守，大家心照不宣。到底谁以国家利益为重？公道自在人心。……我写这部书就是对自己的总结。我根本就不管这些议论……既然我写了，就准备为我的言论负责，准备好承担一切责任。

## 評價
中国社会科学院法学研究所研究员，法学博士范亚峰说：“袁伟民的书能够有这样一个披露体现了这样的官员能比较诚实地面对自己的历史，有秉笔直书的风格，在当前中国社会非常有价值，因为中国当前谎言、欺骗、社会信用陷入严重危机状况。”